# Danbjørn-klassen
Danbjørn-klassen bestod af to isbrydere, der hørte under Søværnet.
Isbryderne lå det meste af året på Flådestation Frederikshavn, hvor de hvert efterår fik en kortere sejlads, der virkede som forskole til eventuelt isbrydning om vinteren. Skibene lå fra den 15. december til 31. marts på kort varsel. Den faste besætning på hvert skib bestod af fire mand, og de resterende 22 skulle findes fra år til år blandt søværnets personel. Hvis situationen udviklede sig til en truende isvinter, ville skibene få proviant og brændstof om bord, så de lå klar til udrykning. Udgifterne til isbryderne blev dækket af de danske havne og skibe, der anløb disse, ved hjælp af isafgifter, som pålagdes handelsskibe med en bruttotonnage på over 150 ton. Sidste gang alle tre isbrydere var i aktion var i vinteren 1995-96.
Danbjørn har været brugt som søopmålingsskib ad flere omgange i perioden 1978-80. Isbryderne hørte indtil 1. januar 1996 under Erhvervsministeriet, men blev ved forsvarsforliget 1995-1999 overført til Søværnet.
Det blev den 22. juni 2010 besluttet at nedlægge Søværnets isbrydertjeneste. Den 24. januar 2013 blev de to isbrydere i klassen og Søværnets tredje isbryder A553 Thorbjørn sat til salg af Forsvaret. Den 22. marts 2013 blev kommandoen strøget på alle Forsvarets isbrydere. 30. juni 2023 accepterede Forsvaret tilbud på miljømæssig korrekt ophugning af begge isbryderne Danbjørn og Isbjørn fra dansk genbrugsvirksomhed. Opskæringen udføres i henhold til tilbuddet i Danmark, og flest mulig materialer genanvendes. Den samlede salgsindtægt for de tidligere i alt tre isbrydere var i størrelsesorden omkring 30 mio. kr., oplyser forsvaret. I perioden fra 2016 til 2023 lå begge skibe i Hals Havn. Den 12. september 2023 bugserede slæbebåden "Hunter" fra NH Towage Danbjørn til Smedegaarden A/S i Esbjerg Havn med henblik på skrotning. Isbjørn bugseredes til Esbjerg den 18. september.
Begge isbryderne blev derefter opskåret og mest muligt af materialerne genbrugt.
| Pnt. | Navn     | Kølen lagt | Søsat | Indgået    | Navngivet af | Skæbne | Kaldesignal | IMO-nummer | MMSI-nummer |
| ---- | -------- | ---------- | ----- | ---------- | ------------ | --- | ----------- | ---------- | ----------- |
| A551 | Danbjørn | -          | 1965  | 1 jan 1996 | -            | Udfaset 22. marts 2013. Solgt til ophugning og 13. september 2023 bugseret til Smedegaarden A/S i Esbjerg[kilde mangler]  | OUDN        | 6421919    | 219306000   |
| A552 | Isbjørn  | –          | 1966  | 1 jan 1996 | –            | Udfaset 22. marts 2013. Solgt til ophugning og 18 . september 2023 bugseret til Smedegaarden A/S i Esbjerg[kilde mangler] | OUDO        | 6516506    | 219307000   |

## Interne henvisninger
- A553 Thorbjørn